# رانی توریاف
رانی توریاف (به انگلیسی: Ronny Turiaf) متولد ۱۳ ژانویه ۱۹۸۳ در لو روبر بازیکن ملی پوش بسکتبال لیگ ان بی ای است که هم‌اکنون در تیم لس آنجلس کلیپرز در آمریکا بازی می‌کند.
او عضو تیم ملی بسکتبال فرانسه است.